# Mary Oliver
Mary Oliver   (Maple Heights, 10 de setembre de 1935 - Hobe Sound, 17 de gener de 2019) va ser una poeta estatunidenca, guanyadora del National Book Award i del Premi Pulitzer de poesia.
Va guanyar gran notorietat entre els lectors nord-americans amb l'obra American primitive, publicada quan estava a punt de fer 50 anys, que obtingué el Premi Pulitzer. Entre les poques traduccions de la seva obra al català hi ha la d'Ocell roig, una de les seves obres més destacades. Publicada el 2018 per Godall Edicions, amb traducció de Corina Oproae. Ed. bilingüe anglès-català.